# Csárdás (Monti)
La Csárdás (altrimenti Czardas o Ciarda) è la composizione più famosa di Vittorio Monti.
È un brano concertistico rapsodico scritto nel 1904, e basato sulla danza popolare e genere musicale ungherese omonimo, la csárdás appunto. Composta originariamente per violino o mandolino e pianoforte. Oggi, è suonata principalmente sul violino, ma sono frequenti trascrizioni per piano solo, sassofono solo, fisarmonica, o arrangiamenti per orchestra. La durata del brano è di circa quattro minuti e mezzo.

## Struttura
La composizione si può suddividere in sette diverse parti, ciascuna con un diverso tempo e spesso in una diversa tonalità. La prima parte del brano è in re minore, poi modula a re maggiore, torna a re minore, e alla fine conclude in re maggiore. La prima sezione ha per indicazione di tempo Andante Largo, seguito da un molto più veloce Allegro Vivo. Lo segue un movimento molto più lento e compunto Molto Meno, in re maggiore. Il brano rallenta ulteriormente in Meno, Quasi Lento. Poi improvvisamente cresce di velocità e ritorna a re minore: Allegro Vivace. Rallenta in Allegretto e si conclude con Molto Più Vivo. I cambiamenti di tempo rendono il pezzo più vivace, ma anche con tutti questi cambiamenti di tempo, generalmente il tempo è rubato da molti esecutori per rendere più espressivo il brano. Numerosi anche i cambiamenti delle dinamiche, dal pianissimo al fortissimo.
Nel Meno, Quasi Lento, il violino suona numerosi armonici artificiali.

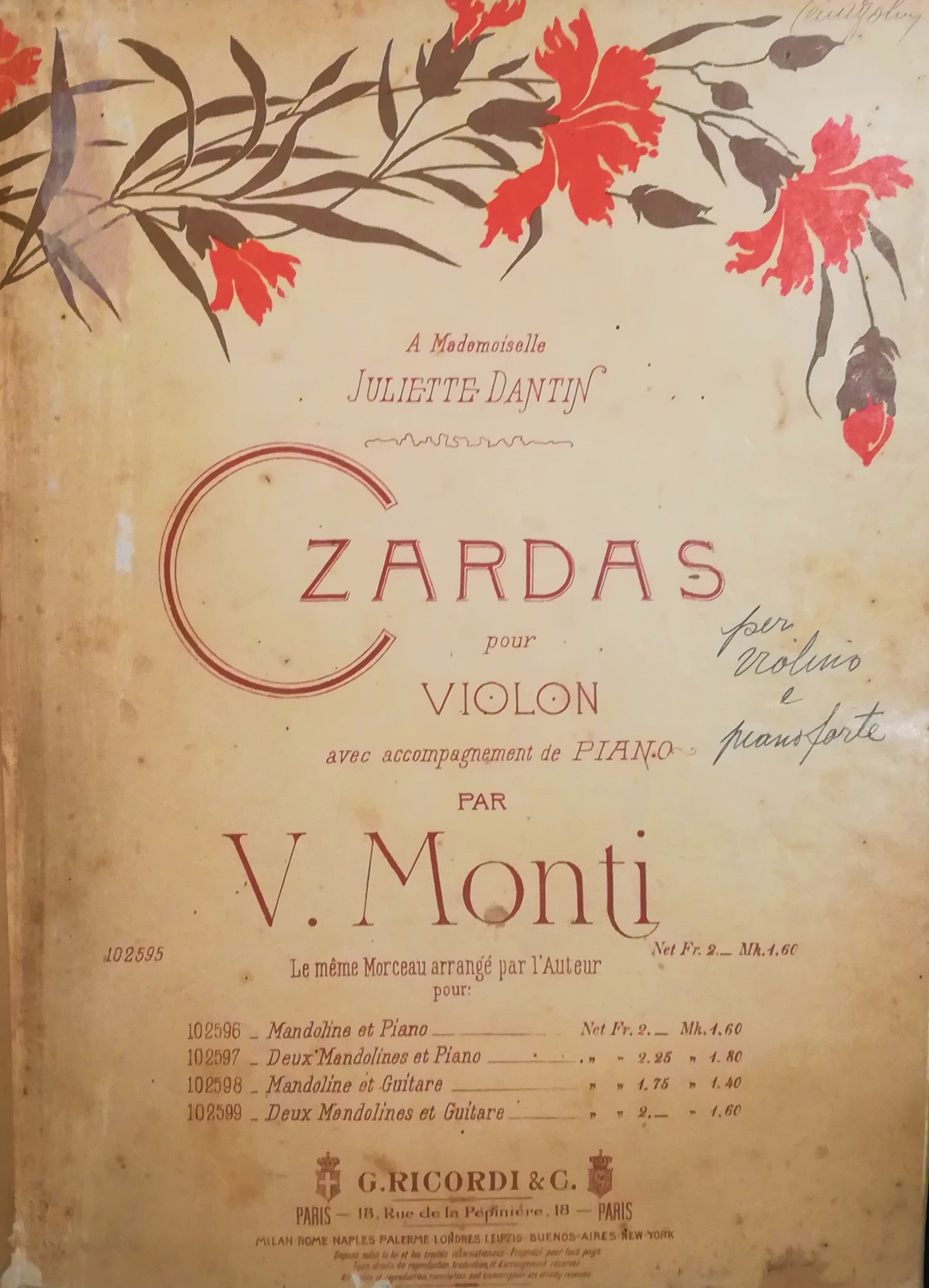
Vittorio Monti, Czardas per violino e pianoforte (1904), frontespizio

## Discografia essenziale
Questi album includono la Csárdás:
| Titolo                                                 | Etichetta                   | Data di registrazione |
| ------------------------------------------------------ | --------------------------- | --------------------- |
| Gypsy Fire/Tzigane - Esin Engin Orchestra              | EMI                         | 1990                  |
| All Of The World's Most Beautiful Melodies             | Chandos Records             | 1995                  |
| Angelic Winters                                        | Concas-Mondragon            | 2002                  |
| Best Encores 100                                       | EMI Classics                | 2009                  |
| Clarinet Evergreens                                    | Naxos                       | 1997                  |
| Classical 2008                                         | EMI Classics                | 2007                  |
| Dances of the World                                    | CD Accord                   | 2001                  |
| Expressions: The Heart of the Tuba                     | MSR Classics                | 2005                  |
| Fantaisies Classiques                                  | Atma Classique              | 1993                  |
| Favourite Flavours                                     | Linus                       | 2005                  |
| Hungarian Dances                                       | Onyx                        | 2008                  |
| Key to the Classics                                    | Daisy Jopling e Bojan Dugic | 2008                  |
| Lakatos: King of the Gypsy Violins                     | Capriccio                   | 1999                  |
| Music by Monti, Fauré, Ravel, Gershwin et al.          | Somm                        | 2007                  |
| Once Upon A Time [DVD Video]                           | Analekta                    |                       |
| Polish Spirit [DVD Video]                              | EMI                         | 2007                  |
| Portrait of an Artist: Arnold Jacobs                   | Summit                      | 2000                  |
| Romance & Passion                                      | Thorofon                    | 2001                  |
| Salon Music at Schumann's Bar                          | Edel Music                  | 2005                  |
| Salut Salon! Was kann das Herz dafur                   | Warner                      |                       |
| Saxomania                                              | ASV                         | 1997                  |
| Sommerkonzerte Zwischen Donau und Altmühl: Edition '97 | Audi                        | 1997                  |
| Spanish Guitar Classics, Volume 2                      | St. Clair                   | 1999                  |
| The Budapest Gypsy Orchestra                           | Ode                         |                       |
| The Instruments of the Orchestra [Box Set]             | Naxos                       | 2002                  |
| The North Brass                                        | Opening Day                 | 1998                  |
| The Schiller Family in Concert                         | The Schiller Family         | 2007                  |
| The World's Most Beautiful Melodies, Vol. 5            | Chandos                     | 1994                  |
| Tracked                                                | Quartz                      | 2005                  |
| Trio Sonata Concert                                    | Gallo                       | 1993                  |
| Vengerov and Virtuosi                                  | EMI                         | 2001                  |
| Vienna Nights                                          | Premium Music               | 1998                  |
| Virtuoso                                               | Decca                       | 2007                  |
| Walking in the Air                                     | ASV                         | 1992                  |
| Yehudi Menuhin's Young Virtuosi                        | Classic FM                  | 1998                  |
| Young Berlin Classics                                  | PricewaterhouseCoopers      | 2007                  |

Una melodia della Csárdás viene anche utilizzata da Lady Gaga nel suo brano Alejandro nell'album The Fame Monster del 2009, oltre che in un duello di violini nel film Un'adorabile infedele.
Il violoncellista sloveno Luka Sulic, componente del duo "2cellos", ha eseguito una versione di questo brano per violoncello e orchestra. Il video dell'esibizione è stato caricato sul canale YouTube dell'artista, riscuotendo l'apprezzamento del pubblico. La melodia della canzone Berta, del gruppo italiano Squallor, è basata sulla Csárdás di Monti.  
Anche David Garrett ha eseguito una variazione di questo brano.

## Edizioni
- Monti: Czardas per violino e pianoforte. Z. 13 700 (Editio Musica Budapest).
- The Celebrated Czardas by V. Monti F 102595 F (G. Ricordi & Co., London Limited)